# آراکواری
آراکواری (به پرتغالی: Araquari) یک منطقهٔ مسکونی در برزیل است که در سانتا کاتارینا واقع شده‌است. آراکواری ۳۸۳٬۹۹۳ کیلومتر مربع مساحت و ۳۹٬۵۲۴ نفر جمعیت دارد و ۹ متر بالاتر از سطح دریا واقع شده‌است.